# Mito
Pour les articles homonymes, voir Mito (revue) et MITO SettembreMusica.
Mito (水戸市, Mito-shi, litt. « porte d'eau ») est la capitale de la préfecture d'Ibaraki, située sur l'île de Honshū, au Japon.

## Géographie

### Situation
Mito est une ville du Japon, capitale de la préfecture d'Ibaraki, située dans l'est de l'île de Honshū, à une centaine de kilomètres au nord de Tōkyō.

### Municipalités limitrophes
| Shirosato | Naka    | Naka, Hitachinaka |
| Kasama    | Mito    | Hitachinaka       |
| Kasama    | Ibaraki | Ōarai             |

### Démographie
En octobre 2023, la population de Mito s'élevait à 269 038 habitants, répartis sur une superficie de 217,32 km2.

### Hydrographie
Située au centre de la préfecture d'Ibaraki dans la plaine de Kantō, la ville de Mito est traversée par le fleuve Naka. Celui-ci servait autrefois au transport fluvial. À l'apogée de la prospérité du port de la ville, elle prit le nom de « Mito » (« porte d'eau », le sinogramme « 水 » signifiant « eau » et « 戸 », « porte »).

### Climat
Mito a un climat subtropical humide caractérisé par des étés chauds et des hivers froids avec de légères chutes de neige.
| Mois                                             | jan.      | fév.       | mars      | avril     | mai       | juin      | jui.      | août      | sep.      | oct.      | nov.      | déc.      | année             |
| ------------------------------------------------ | --------- | ---------- | --------- | --------- | --------- | --------- | --------- | --------- | --------- | --------- | --------- | --------- | ----------------- |
| Température minimale moyenne (°C)                | −1,8      | −1,2       | 2,1       | 7         | 12,5      | 17        | 21        | 22,2      | 18,6      | 12,5      | 5,9       | 0,5       | 9,7               |
| Température moyenne (°C)                         | 3,3       | 4,1        | 7,4       | 12,3      | 17        | 20,3      | 24,2      | 25,6      | 22,1      | 16,6      | 10,8      | 5,6       | 14,1              |
| Température maximale moyenne (°C)                | 9,2       | 9,8        | 13        | 17,8      | 22        | 24,5      | 28,5      | 30        | 26,4      | 21,2      | 16,3      | 11,4      | 19,2              |
| Record de froid (°C) date du record              | −12 1927  | −12,7 1952 | −9 1926   | −3,5 1965 | −0,1 1953 | 7,3 1906  | 10,2 1976 | 12,7 1939 | 7,9 1904  | −0,5 1904 | −4,7 1921 | −8,2 1923 | −12,7 1952        |
| Record de chaleur (°C) date du record            | 23,8 1969 | 24,3 2009  | 25,9 2013 | 31 1922   | 33,4 2019 | 34,5 1987 | 38,4 1997 | 38,4 1996 | 36,8 2000 | 33,1 1979 | 26,2 1977 | 25 2004   | 38,4 1996 et 1997 |
| Ensoleillement (h)                               | 195,4     | 174,3      | 182,7     | 183,5     | 186,1     | 137,8     | 150,8     | 179,4     | 138,7     | 140,6     | 153,7     | 178       | 2 000,8           |
| Précipitations (mm)                              | 54,5      | 53,8       | 102,8     | 116,7     | 144,5     | 135,7     | 141,8     | 116,9     | 186,3     | 185,4     | 79,7      | 49,6      | 1 367,7           |
| dont neige (cm)                                  | 4         | 6          | 1         | 0         | 0         | 0         | 0         | 0         | 0         | 0         | 0         | 1         | 12                |
| Nombre de jours avec précipitations              | 4,6       | 5,2        | 9,2       | 10,2      | 11,1      | 11,5      | 11,1      | 7,8       | 10,5      | 10,2      | 6,8       | 5,4       | 103,5             |
| dont nombre de jours avec précipitations ≥ 10 mm | 1,8       | 1,9        | 3,8       | 4,1       | 4,6       | 4,3       | 4,1       | 3,2       | 4,9       | 4,5       | 3         | 1,5       | 41,6              |
| Humidité relative (%)                            | 63        | 63         | 66        | 70        | 74        | 81        | 82        | 81        | 81        | 79        | 75        | 68        | 74                |
| Nombre de jours avec neige                       | 1         | 1,1        | 0,2       | 0         | 0         | 0         | 0         | 0         | 0         | 0         | 0         | 0,1       | 2,5               |

| Diagramme climatique                                  |             |            |            |             |             |             |             |               |               |             |             |
| J                                                     | F           | M          | A          | M           | J           | J           | A           | S             | O             | N           | D           |
| 9,2−1,854,5                                           | 9,8−1,253,8 | 132,1102,8 | 17,87116,7 | 2212,5144,5 | 24,517135,7 | 28,521141,8 | 3022,2116,9 | 26,418,6186,3 | 21,212,5185,4 | 16,35,979,7 | 11,40,549,6 |
| Moyennes : • Temp. maxi et mini °C • Précipitation mm |             |            |            |             |             |             |             |               |               |             |             |

## Histoire
À la fin du IVe siècle, l'État du Yamato qui occupait tout le territoire japonais excepté le nord s'établit également à Mito. Dans les dernières années de la période Heian, un seigneur de guerre nommé Baba Sukemoto vint s'installer sur le plateau de Mito et y construisit un château. Au XVIe siècle, sous Toyotomi Hideyoshi, Yoshinobu Satake y exerça son pouvoir et prit le contrôle du château de Mito. Mais à la bataille de Sekigahara en octobre 1600, il le perdit au profit d'Ieyasu Tokugawa. Par la suite, un fils d'Ieyasu Tokugawa, Tokugawa Yorifusa, en devint le seigneur. Après le renversement du shogunat des Tokugawa et jusqu'à l'abolition des clans la 4e année de l'ère Meiji (1871), les descendants de Yorifusa Tokugawa furent les suzerains de Mito.
En 1889, la ville moderne de Mito fut fondée et comptait environ 25 000 habitants. En 1900, la ligne de chemins de fer Jōban relie Mito à Tōkyō. Dix ans plus tard, toute la ville est équipée en téléphone et en électricité. En 1945, un raid aérien mené par les forces armées américaines a détruit plus des trois quarts de la ville. Deux ans plus tard, la population s'élevait à 70 000 habitants et n'a cessé de croître depuis.

## Politique
Kōichi Satō est le maire de Mito depuis le 27 avril 2003.

## Culture locale et patrimoine

### Patrimoine architectural
- L'Art Tower Mito (ATM), complexe d'art construit en 1990.
- Le Kōdōkan, la plus grande école han, de l'époque d'Edo (1603-1868).
- Un musée consacré au clan Tokugawa y a été ouvert par ses descendants.

### Patrimoine naturel
- Le Kairaku-en, un jardin public, créé durant l'époque d'Edo et considéré comme l'un des trois plus beaux jardins du pays.
- Le lac Senba, d'une circonférence de 3 km.

### Gastronomie
Une spécialité culinaire de Mito est le nattō.

## Transports
La ville de Mito est accessible, depuis la capitale japonaise, Tokyo, par l'autoroute ou le train depuis la gare d'Ueno par la ligne Jōban de la  JR East. Le train local met deux heures environ et le train express Super Hitachi est deux fois plus rapide.

## Urbanisme
Le plus haut édifice de la ville est l'Ibaraki Prefectural Government Building, un gratte-ciel haut de 116 m.

## Jumelages
- Tsuruga (Japon) depuis 1964
- Hikone (Japon) depuis 1968
- Takamatsu (Japon) depuis 1974
- Anaheim (États-Unis) depuis 1976
- Chongqing (Chine) depuis 2000

## Symbole municipaux
L'arbre symbole de la ville de Mito est le prunier.

## Personnalités liées à la municipalité
- Kinji Fukasaku, réalisateur de cinéma, y est né en 1930.
- Tatsurō Iwagami, chanteur du groupe Mucc, y est né le 21 août 1979.
- Yasu Kanō, femme politique, y est née.